# Sodomsapfel

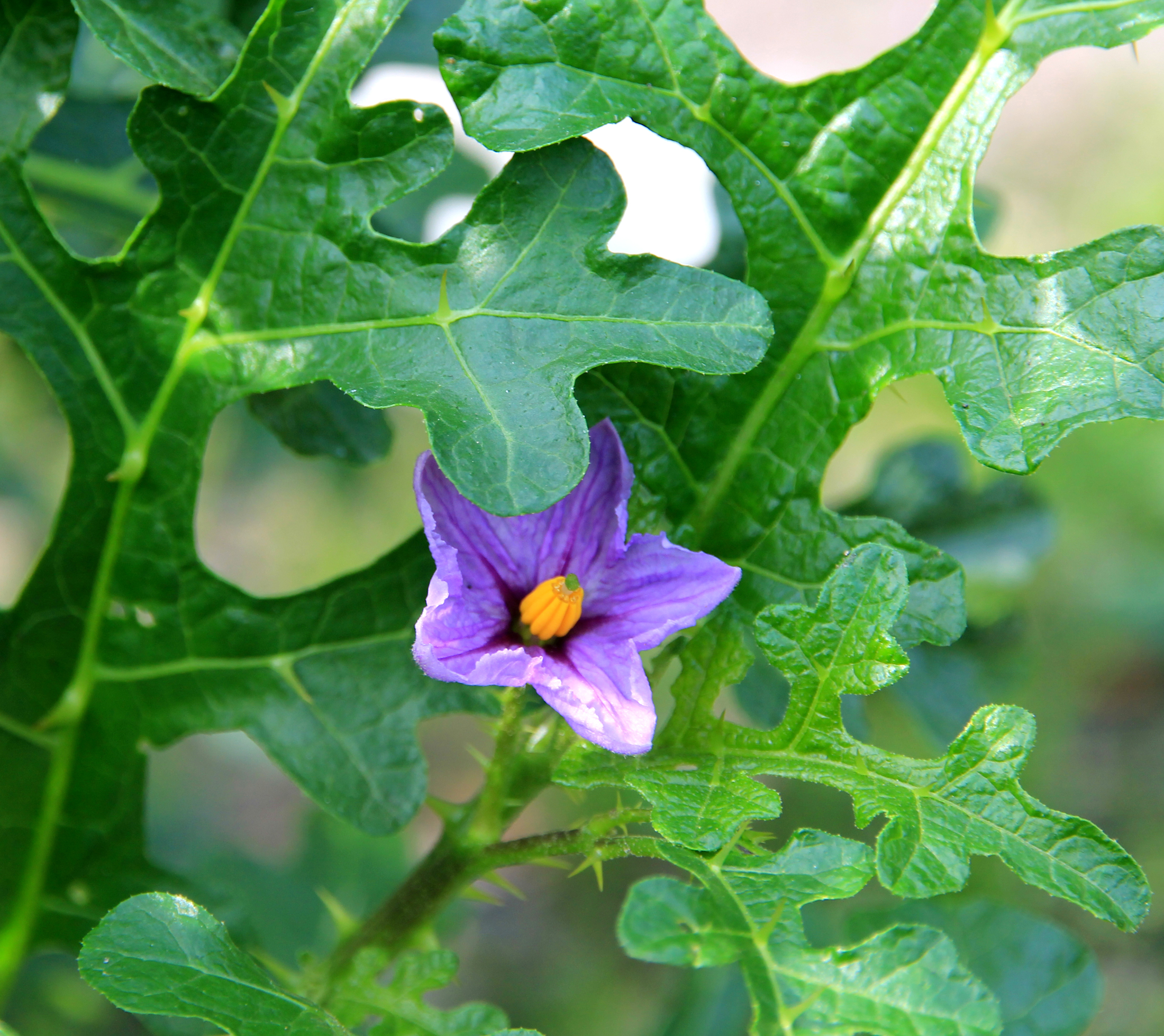
Blüte von Solanum linnaeanumi

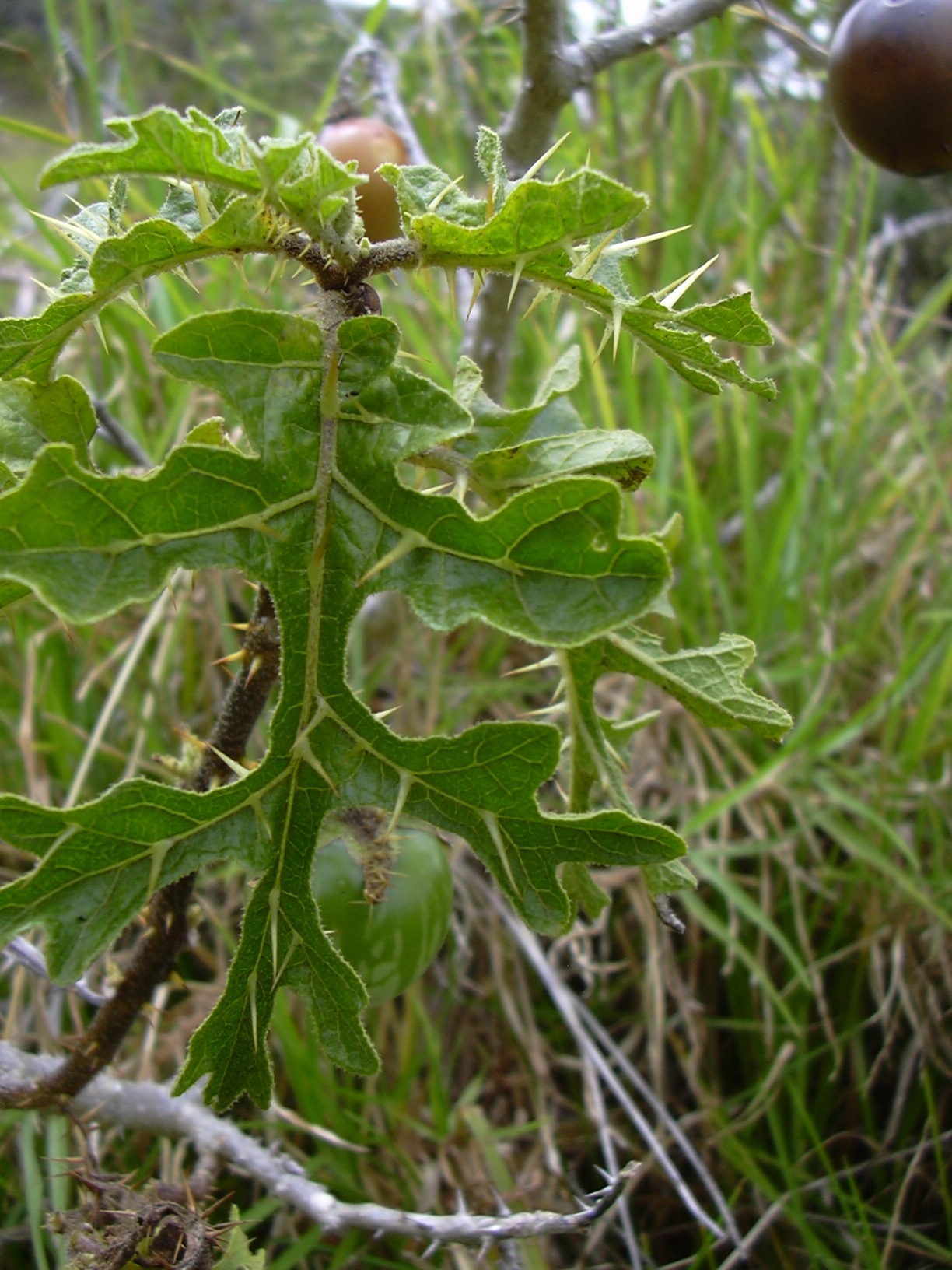
Stacheliges Blatt von Solanum linnaeanum

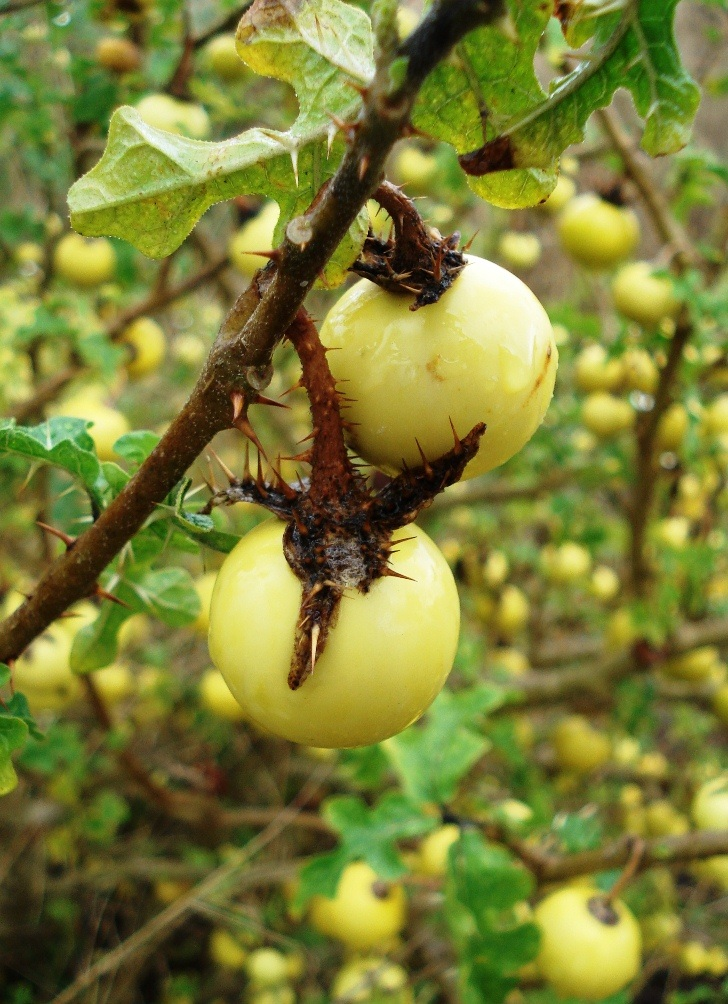
Reife Früchte des Sodomsapfels (Solanum linnaeanum)

Der Sodomsapfel (Solanum linnaeanum) ist eine im südlichen Afrika beheimatete Pflanzenart aus der Gattung Nachtschatten (Solanum).  Als Neophyt ist der Sodomsapfel in Australien, Neuseeland, Makaronesien und auf Hawaii eingebürgert.

## Beschreibung

### Vegetative Merkmale
Der Sodomsapfel ist eine aufrecht wachsende, rhizombildende, ausdauernde und andromonözische Pflanze, die strauchig zwischen 0,5 und 1,5 m hoch wird. Die Zweige sind im Alter grau, braun oder grün. Sie sind pro 10 cm Länge mit zehn bis 25 geraden, mit breiter Basis versehenen Stacheln besetzt, die 3 bis 7 mm lang werden und zwei- bis viermal länger als breit sind. Die Behaarung der Sprossachse besteht aus sternförmigen Trichomen, die auch an den alternden Zweigen, vor allem in der unteren Hälfte der Pflanze, bestehen bleiben. Die Trichome bestehen aus sieben bis acht abstehenden Seitenstrahlen, die einen Stern mit einem Durchmesser von 0,25 bis 0,5 mm bilden und an 0 bis 0,2 mm langen Stielen stehen. Der mittlere Strahl ist 0,1 bis 1,5 Mal so lang wie die Seitenstrahlen, er ist nicht drüsig.
Die wechselständigen, mit Stacheln besetzten fiederlappigen bis -teiligen Laubblätter sind elliptisch bis eiförmig oder breiteiförmig, tief mit zwei bis vier Lappen je Seite. Die Blattspreite ist 5 bis 12,5 cm lang, 2,8 bis 8 cm breit und damit 1,4 bis 1,9 Mal länger als breit. Die Lappenspitzen sind abgerundet bis stumpf, die Basis ist keilförmig, spitz zulaufend oder stumpf und manchmal an den 0,6 bis 2,7 cm langen Blattstielen herablaufend. Auf der Blattoberseite stehen neun bis 25 Stacheln auf der Mittel- und den Seitenadern, sie sind 3 bis 13 mm lang und besitzen eine breite Basis. Die gesamte Oberfläche ist spärlich mit aufsitzenden, sternförmigen Trichomen besetzt, diese haben einen Durchmesser von 0,25 bis 0,4 mm und bestehen aus sechs bis neun Seitenstrahlen. Der mittlere Strahl ist 0,7 bis zwei Mal so lang wie die Seitenstrahlen und nicht drüsig. Auf der Blattunterseite stehen acht bis 20 gerade Stacheln mit breiter Basis auf der Mittel- und den Seitenadern. Die Behaarung mit sternförmigen Trichomen ist spärlich bis mäßig. Die sechs bis acht Seitenstrahlen bilden einen Stern mit 0,4 bis 1 mm Durchmesser, sie können aufsitzend sein oder an bis zu 0,1 mm langen Stielchen stehen. Der mittlere Strahl ist 0,8 bis 2 Mal so lang wie die Seitenstrahlen, er ist nicht drüsig.

### Blütenstände und Blüten
Die aufsitzenden, reduzierten Blütenstände stehen zwischen den Knoten (Konkauleszenz) und bestehen aus drei bis sechs oder mehr Blüten, aber auch einzelne Blüten sind möglich. Die fünfzähligen und heterostylen (d. h. es gibt lang- und kurzgrifflige, unfertile) Blüten stehen an bis 12 mm langen Blütenstielen, die einen Durchmesser von bis 0,9 mm besitzen und mit Stacheln besetzt sind. Die Blütenstände sind leicht oder stark andromonözisch, wobei die inneren, zwittrigen Blüten größer sind, die äußeren Blüten sind weiblich steril und kleiner.
Der Kelch der zwittrigen Blüten ist bis 5 mm lang und besitzt 60 bis 100 Stacheln. Die außen stehenden, männlichen Blüten besitzen einen Kelch mit einer Länge von 0,5 bis 3 mm, der mit 12 bis 25 Stacheln besetzt ist. Die Kelchlappen sind dreieckförmig oder elliptisch, 2 bis 5,5 mm lang, die Kelchröhre ist 3 bis 5 mm lang. Der gesamte Kelch ist spärlich bis mäßig mit aufsitzenden, weißen oder durchscheinenden, sternförmigen Trichomen besetzt, sie haben einen Durchmesser von 0,2 bis 0,5 mm und besitzen vier bis sieben Seitenstrahlen und einen 0,5 bis 1,5 Mal so langen, nicht drüsigen mittleren Strahl. Die violette bis weißliche Krone ist 8 bis 15 mm lang, schwach oder stark gelappt, die Innenseite ist spärlich mit sternförmigen Trichomen besetzt. Die länglichen, gelben, an der Spitze porös öffnenden und zusammenstehenden Staubbeutel, mit kurzen, basal röhrig verwachsenen Staubfäden, sind 5 bis 6 mm lang. Der oberständige Fruchtknoten ist meist unbehaart oder mit wenigen sternförmigen Trichomen besetzt, in den männlichen Blüten ist er verkümmert. Der Griffel der weiblichen, fertilen Blüten ist aufrecht, 7,5 bis 9 mm lang mit grüner, kopfiger und zweilappiger Narbe, aufrecht und mit sternförmigen Trichomen besetzt. Diese haben einen Durchmesser von ca. 0,25 mm, bestehen aus sechs bis acht Seitenstrahlen und einem 1,5 bis 2 Mal längeren mittleren Strahl.

### Früchte und Samen
Pro Blütenstand entwickeln sich ein oder zwei kugelförmige Beeren, die bei Reife gelb sind und 23 bis 30 mm Durchmesser besitzen. Der stachelige Kelch vergrößert sich auf bis etwa die Hälfte der Größe der Frucht. Die stachligen Fruchtstiele sind 17 bis 21 mm lang und 1,5 bis 3 mm dick. Die Beeren bilden zwei Kammern, die achsenständigen Samenanlagen sind ambossförmig gestielt, das Mesokarp ist feucht, aber nicht saftig, das Exokarp ist 1 bis 2,5 mm dick. Die vielen (bis 200), etwa 2–3 mm großen, matt hellbräunlichen, kleinen und rundlich, eiförmigen, abgeflachten Samen sind braun bis schwarz gefärbt und 2,9 bis 3,5 mm lang.
Die Chromosomenzahl beträgt n = 12.

## Verbreitung
Die Art ist ursprünglich in Mosambik, Simbabwe, sowie in der Kapprovinz Südafrikas verbreitet, als Neophyt kommt sie in Australien, Neuseeland, Makaronesien, im Mittelmeergebiet und auf Hawaii vor.

## Botanische Geschichte
Der Sodomsapfel war lange Zeit unter dem botanischen Namen Solanum sodomeum bekannt; dieser musste jedoch entsprechend den Vorschriften des ICBN als ungültig eingestuft werden. 1978 veröffentlichte Untersuchungen der von Carl von Linné verwendeten Herbarbelege ergaben, dass das von ihm verwendete Typusexemplar eigentlich einer anderen Art angehört, die bis dahin als Solanum indicum bezeichnet wurde. Dieser Name wiederum erwies sich als synonym zu Solanum ferox. Gleichzeitig mit der Beantragung des Status non auctt. (nomen ambiguum rejiciendum) für Solanum sodomeum wurde der Name Solanum hermanni vorgeschlagen, der 1813 von Michel Félix Dunal verwendet wurde. Genauere Untersuchungen der Aufzeichnungen Dunals ergaben jedoch, dass dieser Name nicht aus einer gültigen Artbeschreibung stammte, sondern von Dunal nur als Ersatz für Solanum sodomeum gewählt wurde. Eine solche Umbenennung ist laut den Vorschriften des ICBN nicht zulässig, so dass 1986 Solanum linnaeanum als erster gültiger Artname beschrieben wurde. Das Artepitheton wurde zu Ehren Linnés gewählt.